# Bas cifrat
Basul cifrat este o melodie independentă în registrul bas (interpretată la violoncel sau viola da gamba) pe baza căreia sunt „realizate” acorduri deasupra melodiei (la un clavecin, clavicord etc.).
Basul cifrat (basul continuu) a apărut concomitent cu noul stil monodic, ai cărui primi reprezentanți de seamă sunt Emilio de Cavalieri (1550-1602), Giulio Caccini (1550-1610) și Jacopo Peri (1561-1633).
A înflorit în perioada barocului ca un mod flexibil de a acompania o compoziție în stil recitativ  și a stat la baza armoniei perioadei clasice.
„Legea” basului cifrat spune că „totdeauna se analizează linia melodică, se extrage scara muzicală pe un portativ alăturat și se construiesc acordurile generate de intervalul de terță aferente treptelor. În funcție de acestea se armonizează sopranul dat”.
La indicațiile sumare ale unui bas cifrat, interpretul trebuia să intuiască intențiile compozitorului și să creeze linia melodică corespunzătoare acompaniamentului, cât și ornamentele necesare. Sistemul de notație a intervalelor în basul cifrat a evoluat în notația unui acord contemporană, de exemplu {\displaystyle I_{4}^{6}}.

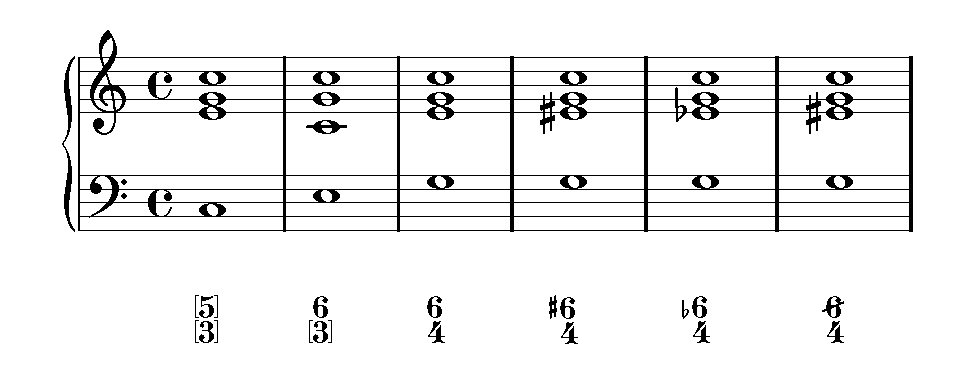
Notația basului cifrat. Acordurile sunt realizate urmând melodia în registrul bas și intervalele notate cu cifre.

„Basul cifrat este forma cea mai desăvârșită a muzicii, care trebuie executat cu ambele mâini, astfel ca mâna stângă să execute nota prescrisă, iar mâna dreaptă execută consonanțe și disonanțe, ca să dea o plăcută sonoritate armonică.”
Afirmarea monodiei acompaniate este în strânsă legătură cu folosirea basului cifrat, procedeu de citire a acordurilor bazat pe indicarea intervalelor prin cifre, ceea ce determină simplificarea scriiturii, opere întregi putând fi scrise pe două portative. Practica monodiei acompaniate a însemnat de fapt nașterea acompaniamentului în sensul actual al termenului și totodată apariția acompaniatorului, ca și profesie. Definirea obligațiilor unui bun acompaniator îi aparține lui Jean-Jacques Rousseau, în dicționarul său de muzică: „Un bun acompaniator trebuie să fie un mare muzician, să cunoască bine instrumentul, să aibă urechea sensibilă, degetele suple și un bun gust”.